# جولیوس مگی
جولیوس مگی (انگلیسی: Julius Maggi; ۹ اکتبر ۱۸۴۶ – ۱۹ اکتبر ۱۹۱۲) کارآفرین اهل سوئیس بود، که در سال ۱۸۸۵ شرکت مگی را تأسیس کرد.